# Giovanni Ernesto di Sassonia-Coburgo-Saalfeld
Giovanni Ernesto di Sassonia-Coburgo-Saalfeld, detto anche Giovanni Ernesto IV (Gotha, 22 agosto 1658 – Saalfeld, 17 febbraio 1729), fu duca di Sassonia-Coburgo-Saalfeld.

## Biografia

### Infanzia

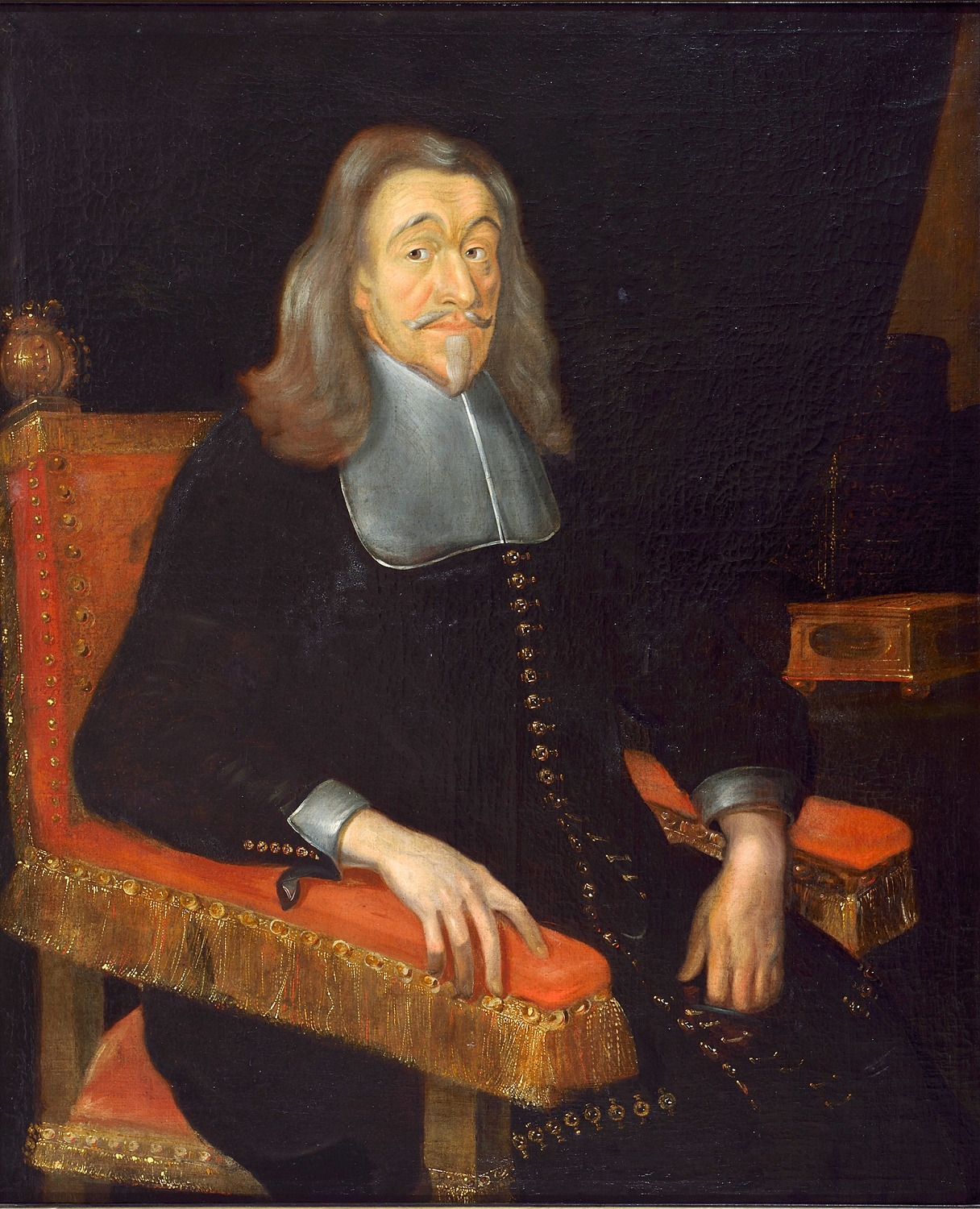
Ernesto I di Sassonia-Gotha-Altenburg in un ritratto d'epoca

Ernesto fu il decimo (il settimo dei figli sopravvissuti) di Ernesto I di Sassonia-Gotha-Altenburg e di Elisabetta Sofia di Sassonia-Altenburg.

### Duca di Sassonia-Gotha-Altenburg

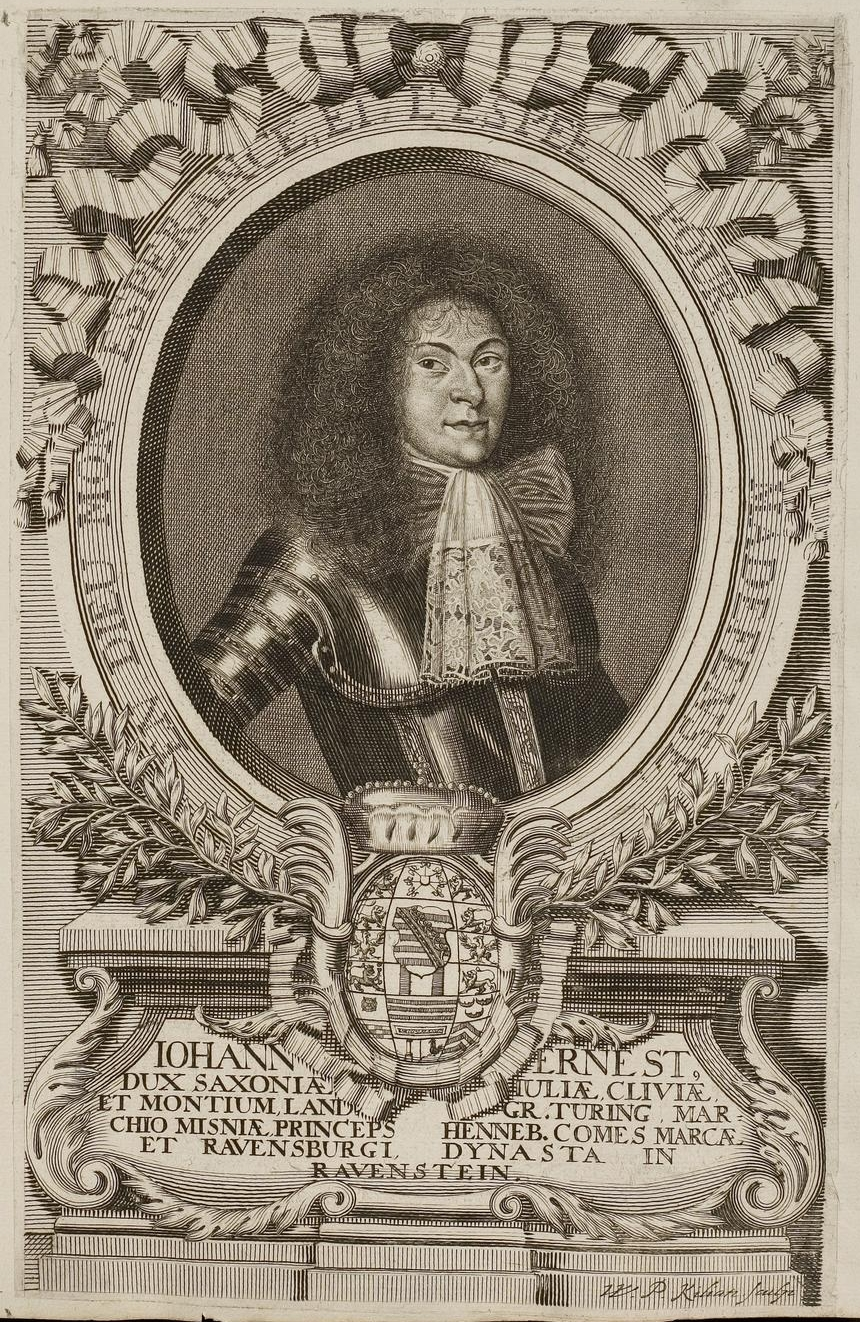
Giovanni Ernesto di Sassonia-Coburgo-Saalfeld

Alla morte del padre nel 1675, Giovanni Ernesto inizialmente governò il Ducato di Sassonia-Gotha-Altenburg, assieme con i suoi sei fratelli maggiori, come era stato stabilito dal testamento del padre. Comunque, nel 1680 i fratelli di comune accordo fecero un trattato per la divisione dei beni paterni e Giovanni Ernesto divenne Duca di Sassonia-Saalfeld, con le città di Gräfenthal, Probstzella e Pössneck. Dal momento che era l'ultimo figlio nato, ottenne la minor porzione di territori.

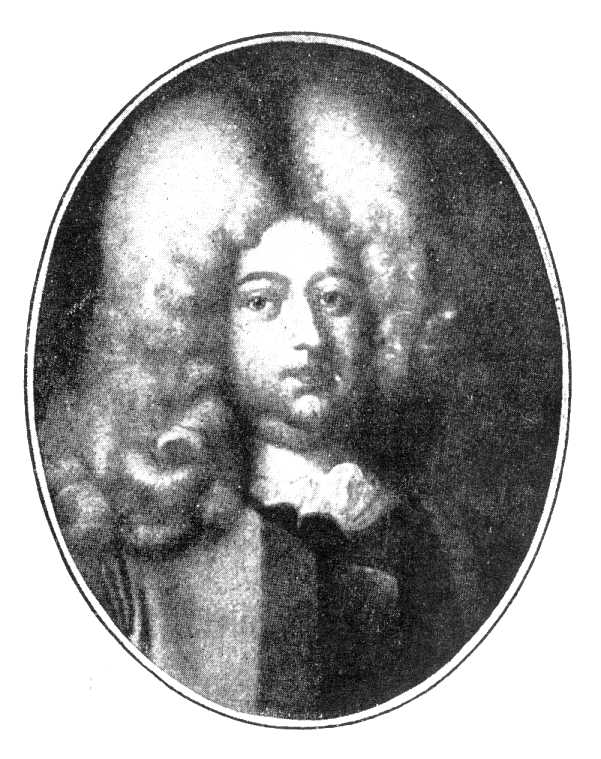
Ernesto di Sassonia-Hildburghausen

Giovanni Ernesto e suo fratello Ernesto si trovarono presto in condizioni finanziarie pericolose come risultato della partizione (le terre più ricche erano infatti spettate al fratello primogenito, Federico), ed entrambi protestarono. Durante gli anni successivi, la controversia continuò ed aumentò, dal momento che i fratelli di Giovanni Ernesto, Alberto di Sassonia-Coburgo, Enrico di Sassonia-Römhild e Cristiano di Sassonia-Eisenberg erano morti senza eredi maschi. Durante questi anni, Giovanni Ernesto prese possesso di Coburgo (nel 1699), Römhild e di 5/12 di Themar (nel 1714).

### Primo matrimonio

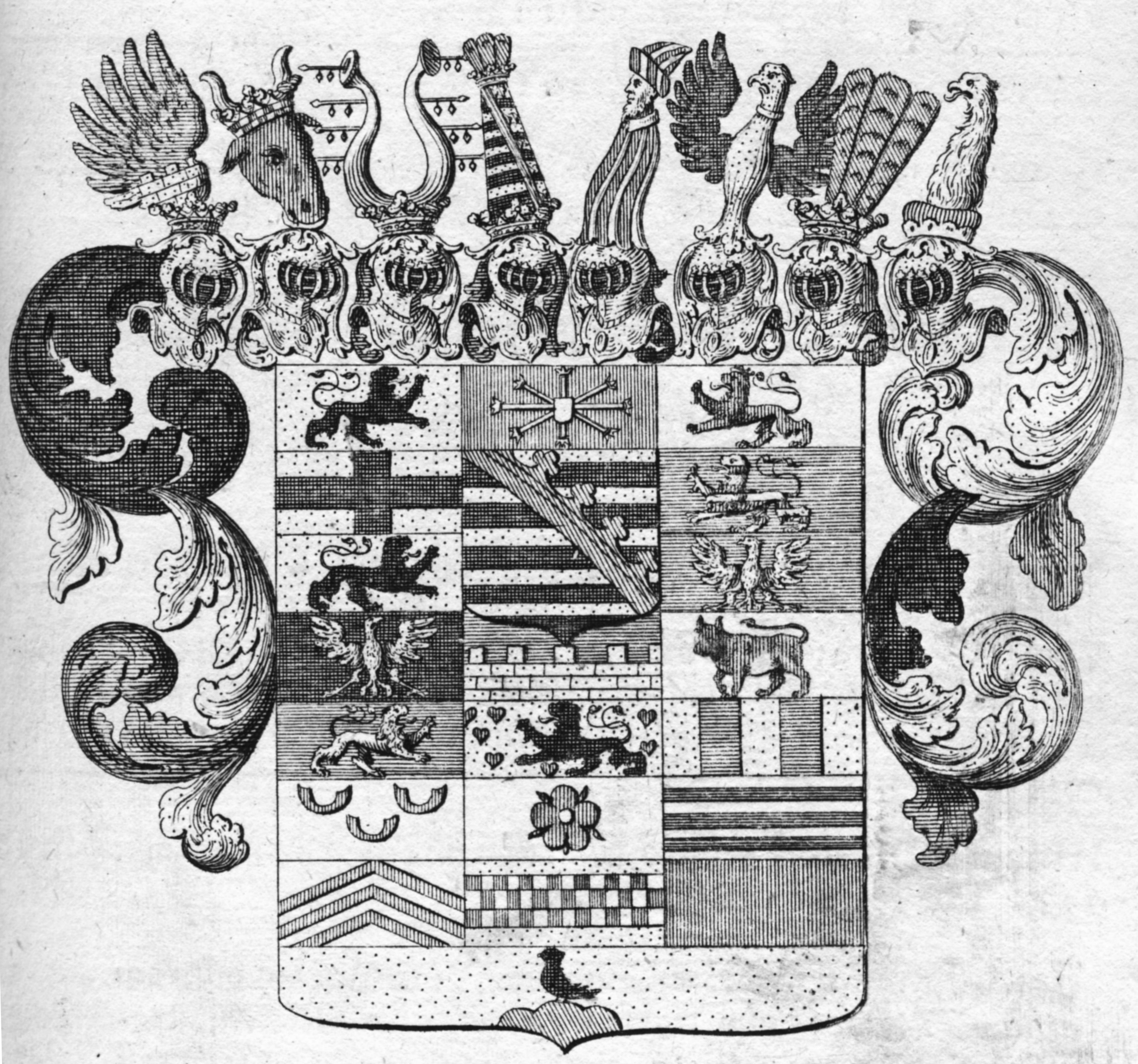
Stemma dei Sassonia-Merseburg

A Merseburg, il 18 febbraio 1680, Giovanni Ernesto sposò in prime nozze Sofia Edvige di Sassonia-Merseburg. Da questo matrimonio nacquero 5 figli di cui solo due raggiunsero l'età adulta.

### Secondo matrimonio

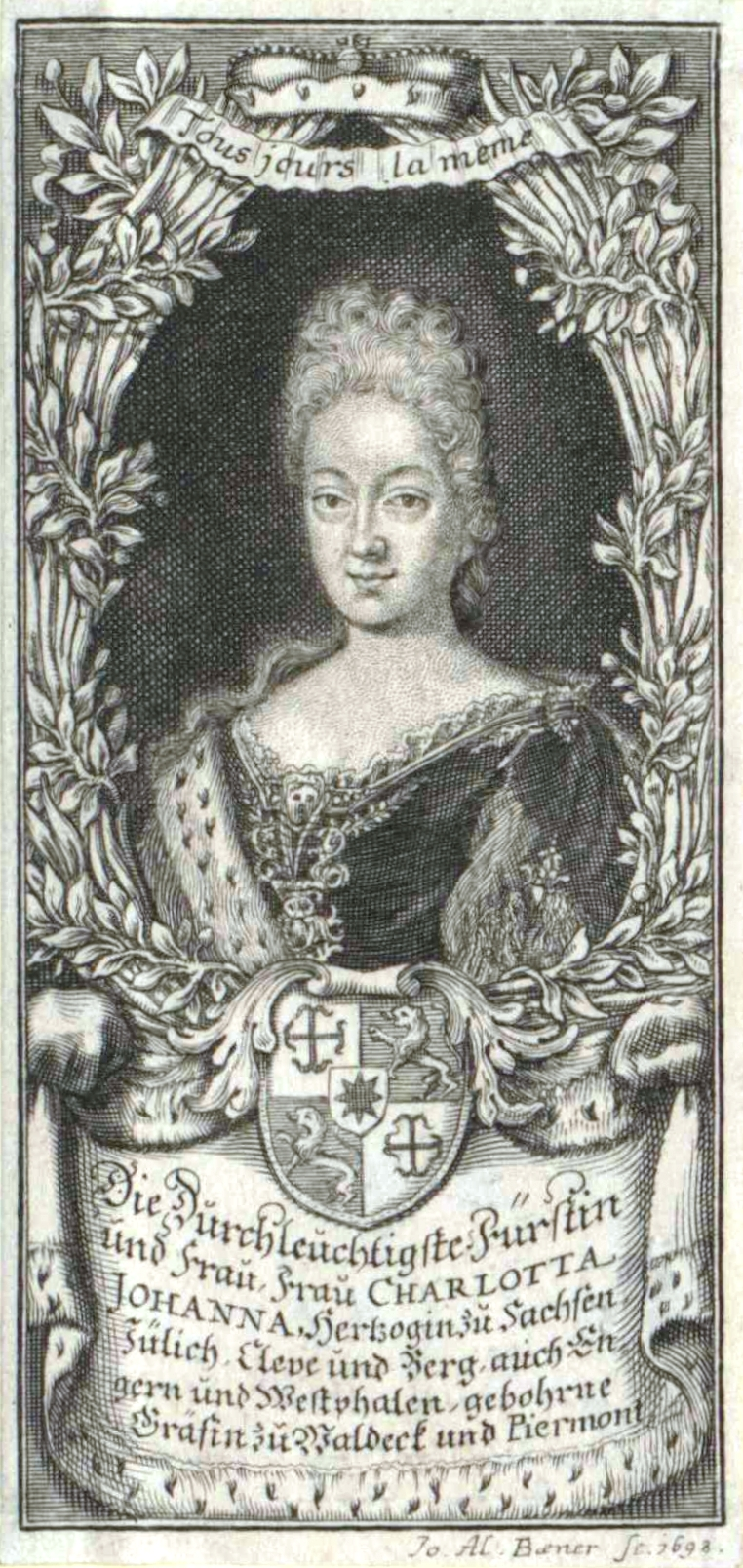
Carlotta Giovanna di Waldeck-Wildungen

Dopo la morte di Sofia Edvige, sposò a Maastricht, il 2 dicembre 1690, Carlotta Giovanna di Waldeck-Wildungen. Dal matrimonio nacquero otto figli, di cui solo sei raggiunsero l'età adulta.

### Ultimi anni e morte

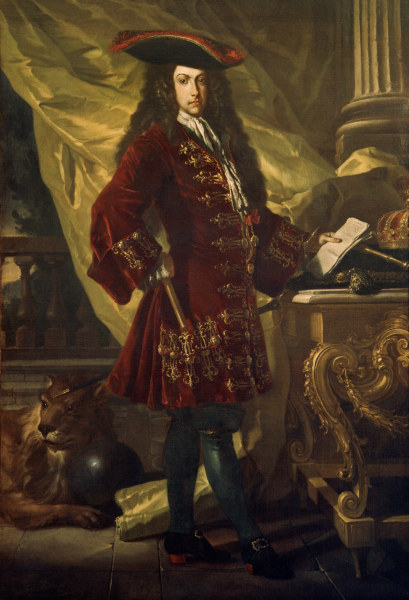
Carlo VI d'Asburgo, imperatore del Sacro Romano Impero

La contesa di Coburgo-Eisenberg-Römhild (dopo un ulteriore intervento di Carlo VI d'Asburgo, imperatore del Sacro Romano Impero) venne conclusa solo nel 1735, sei anni dopo la morte di Giovanni Ernesto. I suoi discendenti mantennero sede a Coburgo. La decisione venne generalmente accettata, soprattutto dal fratello Bernardo, che era pretendente di Coburgo.
Il Duca mori il 17 febbraio 1727 a Saalfeld.

## Discendenza
Dal primo matrimonio tra Giovanni Ernesto e Sofia Edvige di Sassonia-Merseburg nacquero 5 figli di cui solo due raggiunsero l'età adulta:
- Cristiano Ernesto (1683-1745);
- Carlotta Guglielmina (1685-1767), sposò Filippo Reinardo di Hanau.

Con Carlotta Giovanna di Waldeck-Wildungen, sua seconda moglie, Giovanni Ernesto ebbe otto figli, di cui solo sei raggiunsero l'età adulta:
- Guglielmo Federico (1691-1720);
- Carlo Ernesto (1692-1720);
- Sofia Guglielmina (1693-1727), sposò Federico Antonio di Schwarzburg-Rudolstadt;
- Luisa Emilia (1695-1713);
- Francesco Giosea (1697-1764);
- Enrichetta Albertina(1698-1728).

## Ascendenza
|                                                  |                                         |                                        | Genitori                             |  |  | Nonni |  |  | Bisnonni                              |  |  | Trisnonni                       |  |
|                                                  |                                         |                                        |                                      |  |  |       |  |  | Giovanni Guglielmo di Sassonia-Weimar |  |  | Giovanni Federico I di Sassonia |  |
|                                                  |                                         |                                        |                                      |  |  |       |  |  | Giovanni Guglielmo di Sassonia-Weimar |  |  | Giovanni Federico I di Sassonia |  |
|                                                  |                                         | Sibilla di Jülich-Kleve-Berg           |                                      |  |  |       |  |  | Giovanni Guglielmo di Sassonia-Weimar |  |  |                                 |  |
| Giovanni II di Sassonia-Weimar                   |                                         |                                        |                                      |  |  |       |  |  | Giovanni Guglielmo di Sassonia-Weimar |  |  |                                 |  |
|                                                  |                                         | Dorotea Susanna di Wittelsbach-Simmern | Federico III del Palatinato          |  |  |       |  |  |                                       |  |  |                                 |  |
|                                                  |                                         | Dorotea Susanna di Wittelsbach-Simmern | Federico III del Palatinato          |  |  |       |  |  |                                       |  |  |                                 |  |
|                                                  |                                         | Dorotea Susanna di Wittelsbach-Simmern | Maria di Brandeburgo-Kulmbach        |  |  |       |  |  |                                       |  |  |                                 |  |
| Ernesto I di Sassonia-Gotha-Altenburg            |                                         | Dorotea Susanna di Wittelsbach-Simmern |                                      |  |  |       |  |  |                                       |  |  |                                 |  |
|                                                  |                                         | Gioacchino Ernesto di Anhalt           | Giovanni V di Anhalt-Zerbst          |  |  |       |  |  |                                       |  |  |                                 |  |
|                                                  |                                         | Gioacchino Ernesto di Anhalt           | Giovanni V di Anhalt-Zerbst          |  |  |       |  |  |                                       |  |  |                                 |  |
|                                                  |                                         | Gioacchino Ernesto di Anhalt           | Margherita di Brandeburgo            |  |  |       |  |  |                                       |  |  |                                 |  |
| Dorotea Maria di Anhalt                          |                                         | Gioacchino Ernesto di Anhalt           |                                      |  |  |       |  |  |                                       |  |  |                                 |  |
|                                                  |                                         | Eleonora del Württemberg               | Cristoforo del Württemberg           |  |  |       |  |  |                                       |  |  |                                 |  |
|                                                  |                                         | Eleonora del Württemberg               | Cristoforo del Württemberg           |  |  |       |  |  |                                       |  |  |                                 |  |
|                                                  |                                         | Eleonora del Württemberg               | Anna Maria di Brandeburgo-Ansbach    |  |  |       |  |  |                                       |  |  |                                 |  |
| Giovanni Ernesto IV di Sassonia-Coburgo-Saalfeld |                                         | Eleonora del Württemberg               |                                      |  |  |       |  |  |                                       |  |  |                                 |  |
|                                                  | Federico Guglielmo I di Sassonia-Weimar | Giovanni Guglielmo di Sassonia-Weimar  |                                      |  |  |       |  |  |                                       |  |  |                                 |  |
|                                                  | Federico Guglielmo I di Sassonia-Weimar | Giovanni Guglielmo di Sassonia-Weimar  |                                      |  |  |       |  |  |                                       |  |  |                                 |  |
|                                                  | Federico Guglielmo I di Sassonia-Weimar | Dorotea Susanna di Wittelsbach-Simmern |                                      |  |  |       |  |  |                                       |  |  |                                 |  |
| Giovanni Filippo di Sassonia-Altenburg           | Federico Guglielmo I di Sassonia-Weimar |                                        |                                      |  |  |       |  |  |                                       |  |  |                                 |  |
|                                                  |                                         | Anna Maria del Palatinato-Neuburg      | Filippo Luigi del Palatinato-Neuburg |  |  |       |  |  |                                       |  |  |                                 |  |
|                                                  |                                         | Anna Maria del Palatinato-Neuburg      | Filippo Luigi del Palatinato-Neuburg |  |  |       |  |  |                                       |  |  |                                 |  |
|                                                  |                                         | Anna Maria del Palatinato-Neuburg      | Anna di Jülich-Kleve-Berg            |  |  |       |  |  |                                       |  |  |                                 |  |
| Elisabetta Sofia di Sassonia-Altenburg           |                                         | Anna Maria del Palatinato-Neuburg      |                                      |  |  |       |  |  |                                       |  |  |                                 |  |
|                                                  |                                         | Enrico Giulio di Brunswick-Lüneburg    | Giulio di Brunswick-Lüneburg         |  |  |       |  |  |                                       |  |  |                                 |  |
|                                                  |                                         | Enrico Giulio di Brunswick-Lüneburg    | Giulio di Brunswick-Lüneburg         |  |  |       |  |  |                                       |  |  |                                 |  |
|                                                  |                                         | Enrico Giulio di Brunswick-Lüneburg    | Edvige di Brandeburgo                |  |  |       |  |  |                                       |  |  |                                 |  |
| Elisabetta di Brunswick-Wolfenbüttel             |                                         | Enrico Giulio di Brunswick-Lüneburg    |                                      |  |  |       |  |  |                                       |  |  |                                 |  |
|                                                  |                                         | Elisabetta di Danimarca                | Federico II di Danimarca             |  |  |       |  |  |                                       |  |  |                                 |  |
|                                                  |                                         | Elisabetta di Danimarca                | Federico II di Danimarca             |  |  |       |  |  |                                       |  |  |                                 |  |
|                                                  |                                         | Elisabetta di Danimarca                | Sofia di Pomerania                   |  |  |       |  |  |                                       |  |  |                                 |  |
|                                                  |                                         | Elisabetta di Danimarca                |                                      |  |  |       |  |  |                                       |  |  |                                 |  |